# Terase rižinih polja u Banaue
Terase rižinih polja u Banaue su vrlo važna znamenitost Filipina.
Smještene su u brdovitoj pokrajini, na oko 1.500 m nadmorske visine, a pokrivaju oko 1 milijun ha brdskih obronaka. Gradnju terasa su započeli pripadnici naroda Batad, stanovnici ovog područja, još prije 2000 godina. Začuđujuće je, da su terase rađene i na brežuljcima čini obronci imaju nagib i do 70%. Postoje i terase koje su duge samo 2 metra. Bontoc, drugi stanovnici regije, nastavljaju gradnju terasa i danas tako, da zemlju učvršćuju kamenjem. Ove terase smatraju se najstarijom građevinom na Filipinima.
Domaće stanovništvo i danas na terasama uzgaja rižu i povrće, iako sve više mladih ljudi napušta poljoprivredu i okreće se lukrativnijim zanimanjima u turizmu, koji se ovdje razvio upravo zahvaljujući terasama. To dovodi do polaganog propadanja stepenastih terasa, jer one zahtijevaju neprekidno održavanje i popravljanje.
Terase su uvrštene na UNESCOv Popis mjesta Svjetske baštine.

## Vanjske poveznice
- Filipinske destinacije: Terasasta rižišta u Banaue
- UNESCO-ov Popis mjesta Svjetske baštine